# The "Gone with the Wind" of Punk Rock Samplers
The "Gone With the Wind" of Punk Rock Samplers is een compilatiealbum van het Amerikaanse punklabel Kung Fu Records. Het album werd uitgebracht op 31 oktober 2000 en was het tweede compilatiealbum van wat later de Punk Rock is Your Friend-serie zou gaan heten. De compilatiealbums hierna waren getiteld Punk Rock is Your Friend, Punk Rock is Your Friend Sampler 4, enzovoort.
Het label werd aangeklaagd door Variety, voor het gebruiken van een deel van het logo van het tijdschrift. Op 2 april 2014 werd het album met nieuw artwork heruitgegeven.

## Nummers
1. "Summer Wind Was Always Our Song" - The Ataris
2. "Hey Kid!" - The Ataris
3. "I Won't Spend Another Night Alone" - The Ataris
4. "Elvis Decanter" - The Vandals
5. "The Day Farrah Fawcett Died" - The Vandals
6. "Grandpa's Last Xmas" - The Vandals
7. "I Don't Think You're a Slut" - The Vandals
8. "Playboy Mansion" - Josh Freese
9. "Josh Freese is Ready" - Josh Freese
10. "Little Fingers" - Apocalypse Hoboken
11. "Smile" - Bigwig
12. "Falling Down" - Bigwig
13. "In Our Eyes" - Assorted Jelly Beans
14. "The Rhythm" - Assorted Jelly Beans
15. "Somewhere in the Middle" - Assorted Jelly Beans
16. "GSF" (live) - MxPx
17. "31-12-98" - Useless ID
18. "A Year to Forget" - Useless ID
19. "Ordinary" - Antifreeze